# 沙垌镇
沙垌镇，是中华人民共和国广西壮族自治区玉林市北流市下辖的一个乡镇级行政单位。

## 行政区划
沙垌镇下辖以下地区：
沙垌村、金汀村、六琢村、三江村、上安村、秀塘村、雷冲村、汉凤村和丹花村。